# Aristida fredscholzii
Aristida fredscholzii là một loài thực vật có hoa trong họ Hòa thảo. Loài này được H.Scholz & Kürschner mô tả khoa học đầu tiên năm 2000.